# Europese auto in 1990
Dit artikel geeft een overzicht van alle Europese personenwagens die in 1990 op de markt kwamen. De auto's staan alfabetisch gerangschikt per merk.

## West-Europa
| Alfa Romeo |                  | concern:                                                                                   | FIAT Italië |
| Alfa Romeo | divisie:         |                                                                                            |             |
| Alfa Romeo | merk:            | Alfa Romeo Italië                                                                          |             |
| Alfa Romeo | model:           | 33 Serie 2 Limousine/sport wagon                                                           |             |
| Alfa Romeo | einde productie: | 1994                                                                                       |             |
| Alfa Romeo | productieaantal: | 122.366 (Giardinetta/Sportwagon), 989.324 (totaal incl. 33 Limousine) (Serie 1 en 2 samen) |             |

| Alfa Romeo |                  | concern:          | FIAT Italië |
| Alfa Romeo | divisie:         |                   |             |
| Alfa Romeo | merk:            | Alfa Romeo Italië |             |
| Alfa Romeo | model:           | Spider Serie 4    |             |
| Alfa Romeo | einde productie: | 1994              |             |
| Alfa Romeo | productieaantal: | 18.456            |             |

| Aston Martin |                  | concern:                         | Ford Motor Company Verenigde Staten |
| Aston Martin | divisie:         |                                  |                                     |
| Aston Martin | merk:            | Aston Martin Verenigd Koninkrijk |                                     |
| Aston Martin | model:           | Virage Volante                   |                                     |
| Aston Martin | einde productie: | 1996                             |                                     |
| Aston Martin | productieaantal: | ?                                |                                     |

| Audi |                  | concern:                 | Volkswagen AG Duitsland |
| Audi | divisie:         |                          |                         |
| Audi | merk:            | Audi Duitsland           |                         |
| Audi | model:           | 100 sedan (4e generatie) |                         |
| Audi | einde productie: | 1994                     |                         |
| Audi | productieaantal: | ?                        |                         |

| Audi |                  | concern:                                  | Volkswagen AG Duitsland |
| Audi | divisie:         |                                           |                         |
| Audi | merk:            | Audi Duitsland                            |                         |
| Audi | model:           | S2 Coupé (sportieve variant van de Coupé) |                         |
| Audi | einde productie: | 1995                                      |                         |
| Audi | productieaantal: | 7370                                      |                         |

| FIAT |                  | concern:    | onafhankelijk |
| FIAT | divisie:         |             |               |
| FIAT | merk:            | FIAT Italië |               |
| FIAT | model:           | Tempra      |               |
| FIAT | einde productie: | 1996        |               |
| FIAT | productieaantal: | ?           |               |

| FIAT |                  | concern:    | onafhankelijk |
| FIAT | divisie:         |             |               |
| FIAT | merk:            | FIAT Italië |               |
| FIAT | model:           | Uno         |               |
| FIAT | einde productie: | 1995        |               |
| FIAT | productieaantal: | ?           |               |

| Ford |                  | concern:                                                             | Ford Motor Company Verenigde Staten |
| Ford | divisie:         | Ford of Europe Verenigd Koninkrijk                                   |                                     |
| Ford | merk:            | Ford Verenigde Staten                                                |                                     |
| Ford | model:           | Escort drie- en vijfdeurhatchback / cabriolet / Clipper stationwagen |                                     |
| Ford | einde productie: | 1994                                                                 |                                     |
| Ford | productieaantal: | ?                                                                    |                                     |

| Ford |                  | concern:                           | Ford Motor Company Verenigde Staten |
| Ford | divisie:         | Ford of Europe Verenigd Koninkrijk |                                     |
| Ford | merk:            | Ford Verenigde Staten              |                                     |
| Ford | model:           | Orion sedan                        |                                     |
| Ford | einde productie: | 1994                               |                                     |
| Ford | productieaantal: | ?                                  |                                     |

| Ford |                  | concern:                           | Ford Motor Company Verenigde Staten |
| Ford | divisie:         | Ford of Europe Verenigd Koninkrijk |                                     |
| Ford | merk:            | Ford Verenigde Staten              |                                     |
| Ford | model:           | Scorpio sedan                      |                                     |
| Ford | einde productie: | 1994                               |                                     |
| Ford | productieaantal: | ?                                  |                                     |

| Ginetta |                  | concern:                    | onafhankelijk |
| Ginetta | divisie:         |                             |               |
| Ginetta | merk:            | Ginetta Verenigd Koninkrijk |               |
| Ginetta | model:           | G27                         |               |
| Ginetta | einde productie: | ?                           |               |
| Ginetta | productieaantal: | ?                           |               |

| Koenig |                  | concern:                                                   | onafhankelijk |
| Koenig | divisie:         |                                                            |               |
| Koenig | merk:            | Koenig Duitsland                                           |               |
| Koenig | model:           | Competition Evolution (gebaseerd op de Ferrari Testarossa) |               |
| Koenig | einde productie: | 2002                                                       |               |
| Koenig | productieaantal: | 12                                                         |               |

| Lamborghini |                  | concern:                                                             | Chrysler Corporation Verenigde Staten |
| Lamborghini | divisie:         |                                                                      |                                       |
| Lamborghini | merk:            | Lamborghini Italië                                                   |                                       |
| Lamborghini | model:           | Diablo coupé-sportwagen (in 1995 verscheen ook een roadster-variant) |                                       |
| Lamborghini | einde productie: | 2001                                                                 |                                       |
| Lamborghini | productieaantal: | 2435                                                                 |                                       |

| Lancia |                  | concern:                   | FIAT Italië |
| Lancia | divisie:         |                            |             |
| Lancia | merk:            | Lancia Italië              |             |
| Lancia | model:           | Dedra sedan / stationwagen |             |
| Lancia | einde productie: | 1999                       |             |
| Lancia | productieaantal: | ?                          |             |

| Land Rover |                  | concern: | Rover Group Verenigd Koninkrijk |
| Land Rover | divisie:         | |                                 |
| Land Rover | merk:            | Land Rover Verenigd Koninkrijk |                                 |
| Land Rover | model:           | Defender 90 / 110 / 130 drie- en vijfdeur-terreinauto / twee- en vierdeur-pick-up (hernoemde Ninety, One Ten, en One Two Seven uit 1983, 1984 en 1985) |                                 |
| Land Rover | einde productie: | 29 januari 2016 |                                 |
| Land Rover | productieaantal: | ? |                                 |

| Lotus Opel Vauxhall |                  | concern: | General Motors Verenigde Staten |
| Lotus Opel Vauxhall | divisie:         | |                                 |
| Lotus Opel Vauxhall | merk:            | Lotus, Vauxhall Verenigd Koninkrijk, Opel Duitsland |                                 |
| Lotus Opel Vauxhall | model:           | Lotus Omega (Opel; op het Europees continent; krachtiger variant van de Opel Omega) Lotus Carlton (Vauxhall; in het Verenigd Koninkrijk, waar de Opel Omega als Vauxhall Carlton werd verkocht) |                                 |
| Lotus Opel Vauxhall | einde productie: | december 1992 |                                 |
| Lotus Opel Vauxhall | productieaantal: | 950 |                                 |

| Martin |                  | concern:         | onafhankelijk |
| Martin | divisie:         |                  |               |
| Martin | merk:            | Martin Frankrijk |               |
| Martin | model:           | Cobra            |               |
| Martin | einde productie: | 1998             |               |
| Martin | productieaantal: | ?                |               |

| Maserati |                  | concern:                      | De Tomaso Italië |
| Maserati | divisie:         |                               |                  |
| Maserati | merk:            | Maserati Italië               |                  |
| Maserati | model:           | Shamal GT-coupé (1 generatie) |                  |
| Maserati | einde productie: | 1996                          |                  |
| Maserati | productieaantal: | 369                           |                  |

| Mercedes-Benz Puch |                  | concern: | Daimler-Benz Duitsland Steyr-Daimler-Puch Oostenrijk |
| Mercedes-Benz Puch | divisie:         | |                                                      |
| Mercedes-Benz Puch | merk:            | Mercedes-Benz Duitsland Puch Oostenrijk |                                                      |
| Mercedes-Benz Puch | model:           | G-Klasse drie- en vijfdeur-terreinwagen met korte en lange wielbasis / cabriolet (W463; 2e generatie; in Oostenrijk, Zwitserland en Oost-Europa tot circa 2000 onder het merk Puch verkocht; op de civiele markt gericht; de utilitaire varianten gingen in 1992 apart verder) |                                                      |
| Mercedes-Benz Puch | einde productie: | 2017 |                                                      |
| Mercedes-Benz Puch | productieaantal: | ? |                                                      |

| Opel |                  | concern:       | General Motors Verenigde Staten |
| Opel | divisie:         |                |                                 |
| Opel | merk:            | Opel Duitsland |                                 |
| Opel | model:           | Calibra        |                                 |
| Opel | einde productie: | 1998           |                                 |
| Opel | productieaantal: | ?              |                                 |

| Peugeot |                  | concern:          | PSA Peugeot Citroën Frankrijk |
| Peugeot | divisie:         |                   |                               |
| Peugeot | merk:            | Peugeot Frankrijk |                               |
| Peugeot | model:           | 605               |                               |
| Peugeot | einde productie: | 1999              |                               |
| Peugeot | productieaantal: | ?                 |                               |

| Renault |                  | concern:                                       | onafhankelijk |
| Renault | divisie:         |                                                |               |
| Renault | merk:            | Renault Frankrijk                              |               |
| Renault | model:           | Clio drie- en vijfdeurhatchback (1e generatie) |               |
| Renault | einde productie: | 1998                                           |               |
| Renault | productieaantal: | 4.016.013                                      |               |

| Rolls-Royce |                  | concern:                        | onafhankelijk |
| Rolls-Royce | divisie:         |                                 |               |
| Rolls-Royce | merk:            | Rolls-Royce Verenigd Koninkrijk |               |
| Rolls-Royce | model:           | Silver Spirit II                |               |
| Rolls-Royce | einde productie: | 1993                            |               |
| Rolls-Royce | productieaantal: | 1152                            |               |

| Rover |                  | concern:                  | onafhankelijk |
| Rover | divisie:         |                           |               |
| Rover | merk:            | Rover Verenigd Koninkrijk |               |
| Rover | model:           | 100                       |               |
| Rover | einde productie: | 1995                      |               |
| Rover | productieaantal: | ?                         |               |

| Rover |                  | concern:                  | onafhankelijk |
| Rover | divisie:         |                           |               |
| Rover | merk:            | Rover Verenigd Koninkrijk |               |
| Rover | model:           | 200                       |               |
| Rover | einde productie: | 1995                      |               |
| Rover | productieaantal: | ?                         |               |

| Rover |                  | concern:                  | onafhankelijk |
| Rover | divisie:         |                           |               |
| Rover | merk:            | Rover Verenigd Koninkrijk |               |
| Rover | model:           | 400                       |               |
| Rover | einde productie: | 1995                      |               |
| Rover | productieaantal: | ?                         |               |

| Volkswagen |                  | concern:                       | onafhankelijk |
| Volkswagen | divisie:         |                                |               |
| Volkswagen | merk:            | Volkswagen Duitsland           |               |
| Volkswagen | model:           | Polo driedeurhatchback / coupé |               |
| Volkswagen | einde productie: | 1994                           |               |
| Volkswagen | productieaantal: | ?                              |               |

| Volvo |                  | concern:                 | onafhankelijk |
| Volvo | divisie:         |                          |               |
| Volvo | merk:            | Volvo Zweden             |               |
| Volvo | model:           | 940 sedan / stationwagen |               |
| Volvo | einde productie: | 1996                     |               |
| Volvo | productieaantal: | ?                        |               |

| Volvo |                  | concern:                 | onafhankelijk |
| Volvo | divisie:         |                          |               |
| Volvo | merk:            | Volvo Zweden             |               |
| Volvo | model:           | 960 sedan / stationwagen |               |
| Volvo | einde productie: | 1996                     |               |
| Volvo | productieaantal: | ?                        |               |

## Oost-Europa
| Trabant |                  | concern:          | onafhankelijk |
| Trabant | divisie:         |                   |               |
| Trabant | merk:            | Trabant Duitsland |               |
| Trabant | model:           | 1.1               |               |
| Trabant | einde productie: | 1991              |               |
| Trabant | productieaantal: | ?                 |               |